# Dżubb Ramla
Dżubb Ramla (arab. جب رملة) – miasto w Syrii, w muhafazie Hama. W 2004 roku liczyła 3329 mieszkańców.